# ГЕС Thauk Ye Khat 2
ГЕС Thauk Ye Khat 2  — гідроелектростанція на сході М'янми. Використовує ресурс із річки Thauk Ye Khat, лівої притоки Сітаун (впадає до затоки Мартабан Андаманського моря).
В межах проекту річку перекрили земляною греблею висотою 94 метра, яка утримує водосховище з площею поверхні 60 км2 та об’ємом 444 млн м3.
Через напірний водовід довжиною 0,6 км з діаметром 8,5 метра ресурс надходить до пригреблевого машинного залу. Тут встановили три турбіни типу Френсіс потужністю по 40 МВт, які використовують напір у 82 метра та забезпечують виробництво 604 млн кВт-год електроенергії на рік.
Видача продукції відбувається по ЛЕП, розрахованій на роботу під напругою 230 кВ.